# Illas
Illas is een gemeente in de Spaanse provincie en regio Asturië met een oppervlakte van 25,51 km². Illas telt 1.026 inwoners (1 januari 2016).

## Demografische ontwikkeling
Bron: INE, 1857-2011: volkstellingen